# Linares (ort i Colombia, Nariño, lat 1,36, long -77,53)
Linares är en ort i Colombia.   Den ligger i departementet Nariño, i den sydvästra delen av landet, 500 km sydväst om huvudstaden Bogotá. Linares ligger 1 668 meter över havet och antalet invånare är 3 512.
Terrängen runt Linares är bergig norrut, men söderut är den kuperad. Runt Linares är det ganska tätbefolkat, med 155 invånare per kvadratkilometer. Närmaste större samhälle är Samaniego, 7,9 km väster om Linares. Omgivningarna runt Linares är huvudsakligen savann.